# Salvator merianae
Salvator merianae là một loài thằn lằn trong họ Teiidae. Loài này được Duméril & Bibron mô tả khoa học đầu tiên năm 1839. Đây cũng là loài lớn nhất của thằn lằn tegu. Tegu có nguồn gốc từ Nam Mỹ và đang được nuôi phổ biến tại Mỹ và đã trở thành loài thằn lằn bị truy nã tại bang Florida của Mỹ, do tính phàm ăn, nhanh nhẹn và hung dữ của chúng đã khiến hơn 1000 loài bản địa quý hiếm bị đe dọa đến gần tuyệt chủng trong đó gồm cá sấu và chim. chúng còn đe dọa chó mèo và trẻ con tại thành phố Miami của nam Florida do thành phố nằm kế bên đầm lầy.

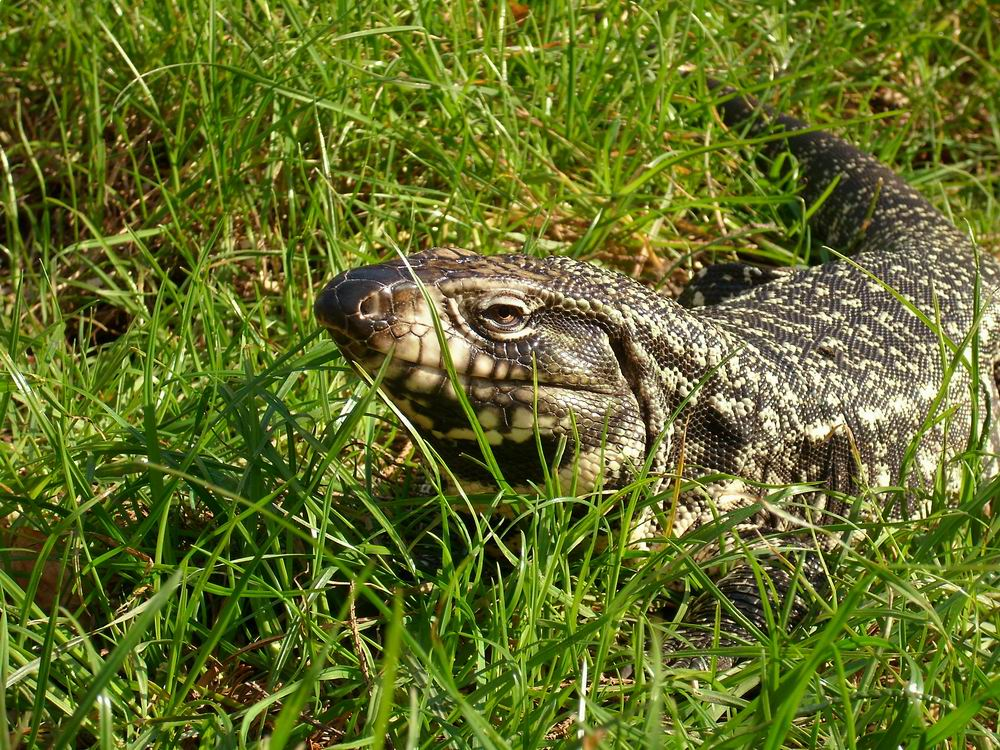
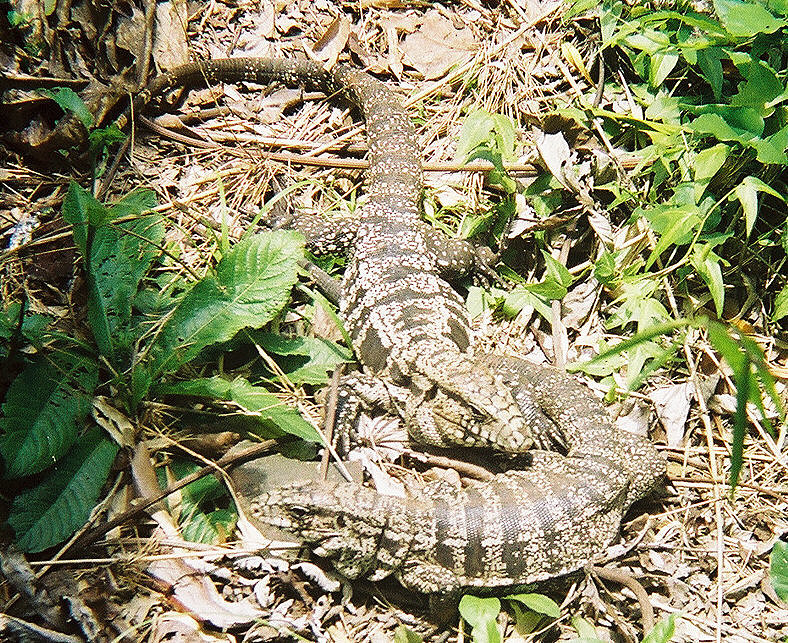
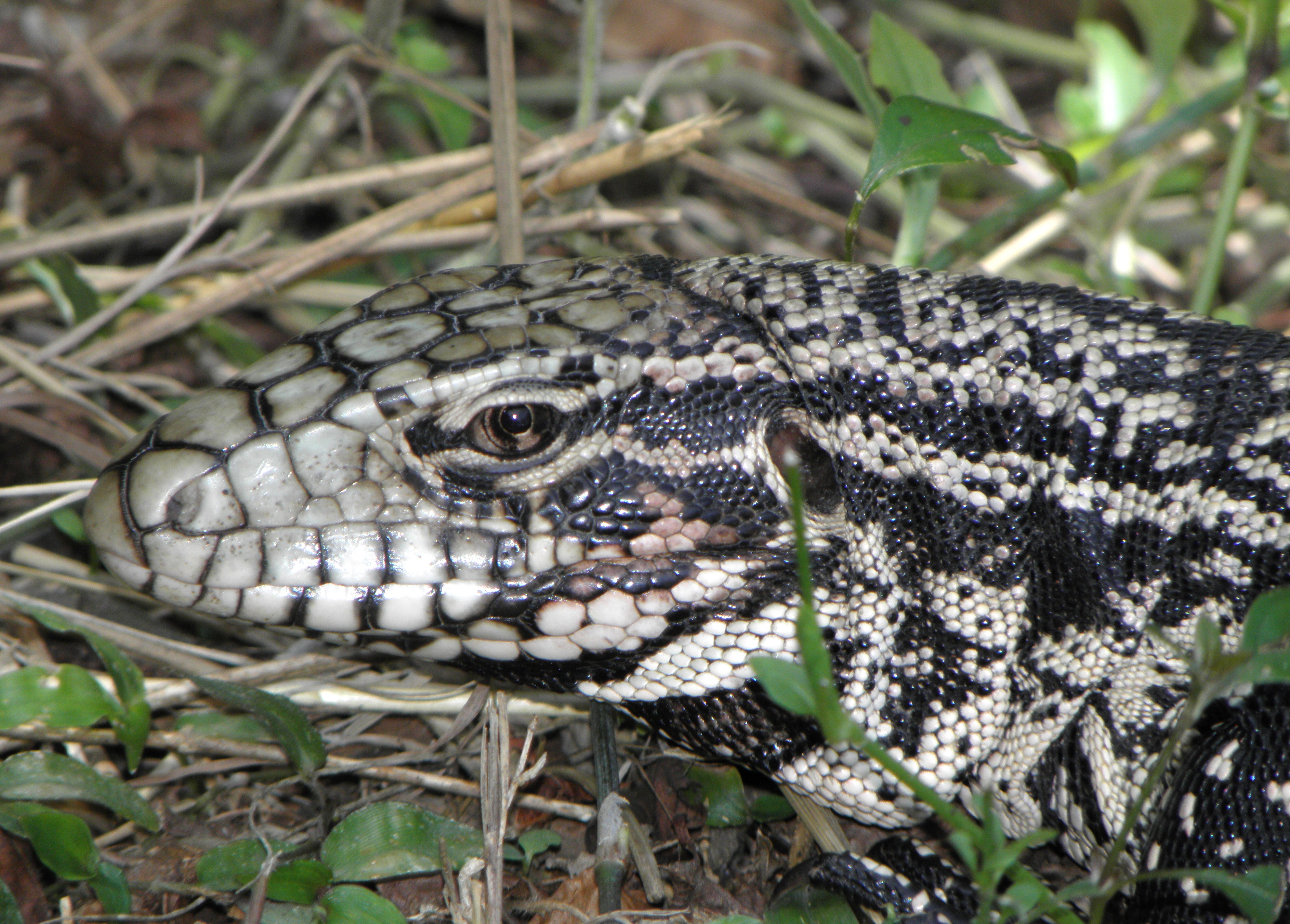
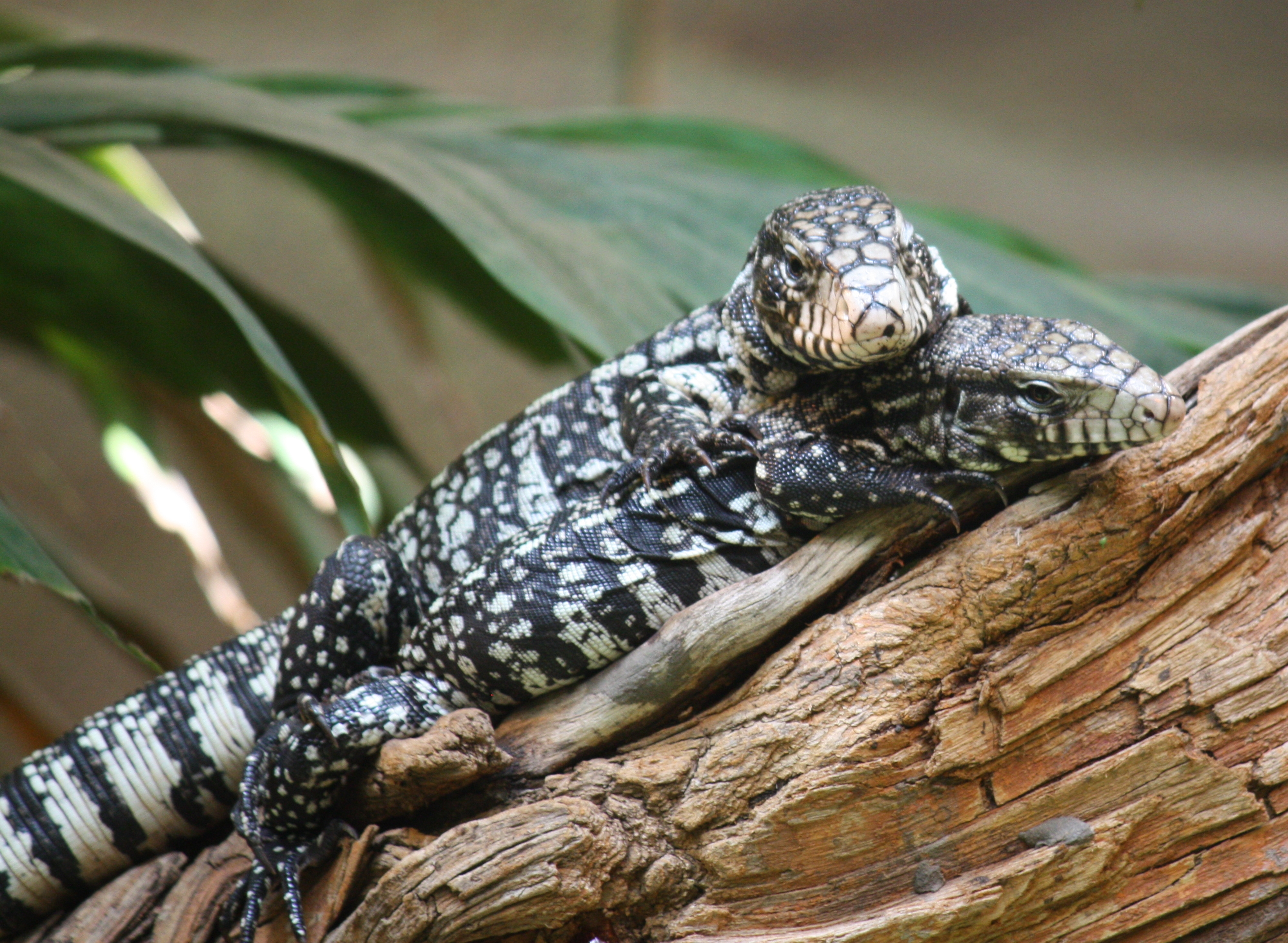
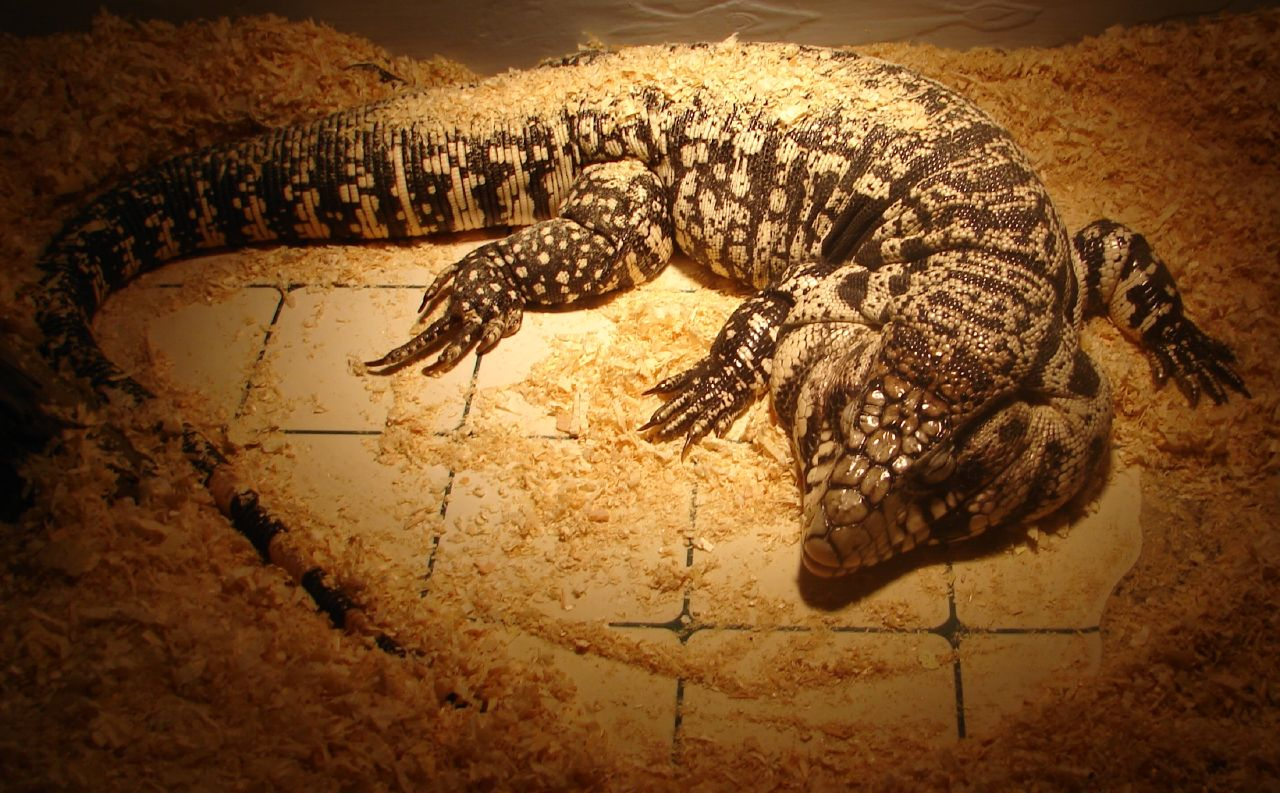
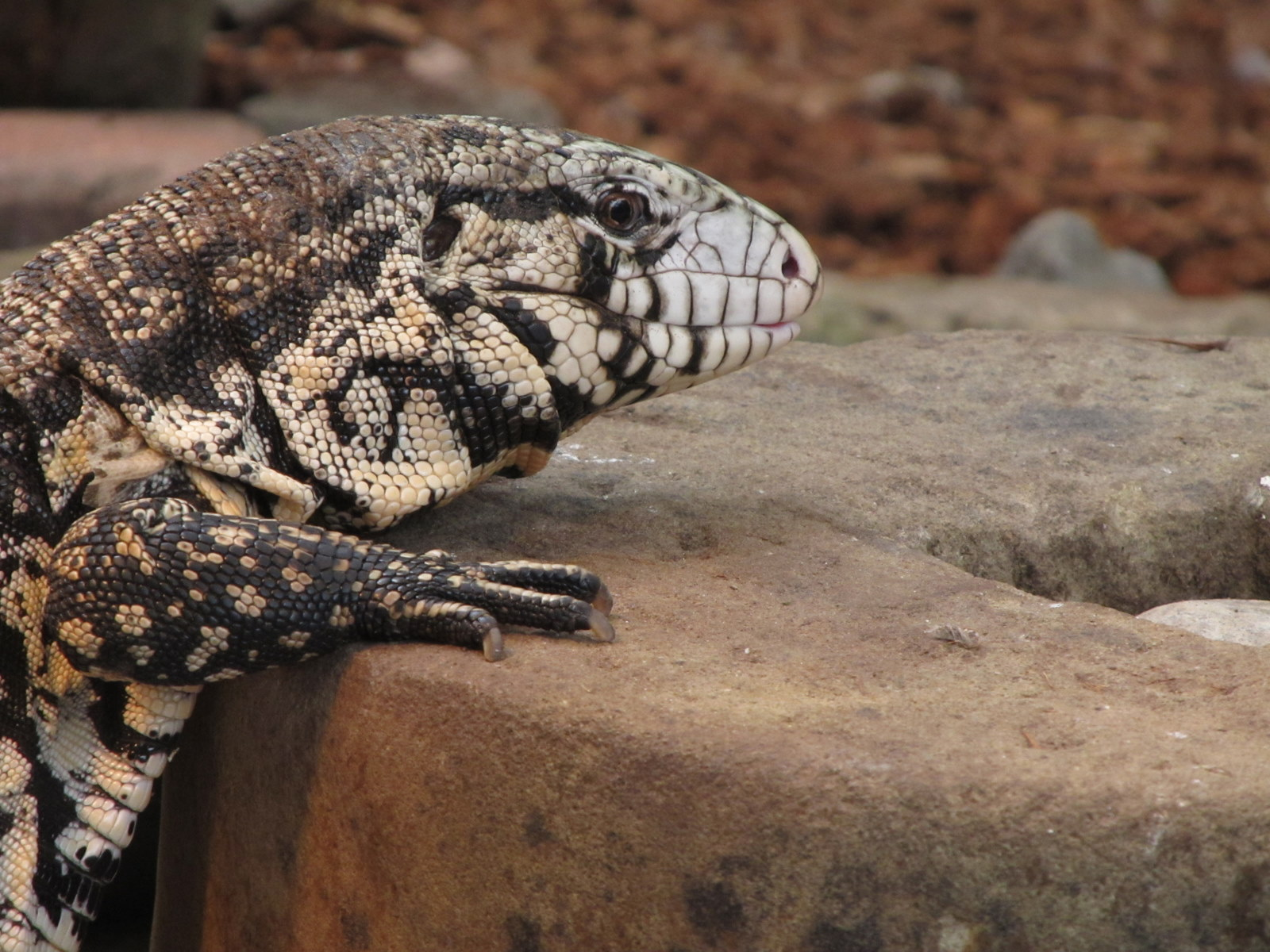

## Mô tả
tegu thuộc thằn lằn caiman, một số nói nói loài này thuộc chi kì đà. Loài này có kích cỡ từ 1m đến 1m50 và có thể nặng đến 10 kg. thức ăn chủ yếu của chúng là các loài đông vật nhỏ hơn và trứng, ngoai ra chúng còn ăn rau củ. tegu có bốn chân và một cái đuôi dài để quất kẻ thù. tegu thương có màu đen và trắng có đầu màu xanh lá cây khi mới nởi được vài tuần, một số loài không có đầu màu xanh khi còn nhỏ. Tegu có đặc điểm là ngủ đông, thường ngủ từ tháng 10 tới giữa tháng 3, tegu vàng [ tupinambis teguixin ] là loài duy nhất biết đến là không ngủ đông. Khi mới nở chúng chỉ dài 15 cm, khi đã một tuổi đã dài đến 80 cm và có thể sinh sản. tegu có hàm răng sắc nhọn dùng đẻ xé thịt, trái cây và để tự vệ. chúng được chọn làm thú nuôi vì thuần hóa rất dễ, thông minh và dễ chăm sóc. Hiện nay con người vẫn thả chúng ra môi trương thích hợp để sống mà không bản địa nên hiện giờ thằn lằn tegu đã trở thành mối đe dọa cho môi trường và các loài bản địa ở phía nam của bang Florida. các nhà sinh vật học đang cố hết sức để loại bỏ tegu ra khỏi miền nam Florida